# 8234 Nobeoka
8234 Nobeoka (1997 VK8) là một tiểu hành tinh vành đai chính được phát hiện ngày 3 tháng 11 năm 1997 bởi T. Seki ở Geisei.